# 新槎浦
新槎浦是中華人民共和國上海市寶山區、普陀區和嘉定區的一條河流，北起蕰藻浜，南至蘇州河，全长约9.8公里。1977年，當地政府將孙基港、中槎浦、杨泾、蒲华塘等河流疏浚，並將這些河流打通串联成一条河，新形成的河流起名為新槎浦。